# Irving Taylor
Irving C. Taylor (* 13. August 1919; † Dezember 1991 in Ottawa, Ontario) war ein kanadischer Eishockeyspieler und -trainer. Bei den Olympischen Winterspielen 1948 gewann er als Mitglied der kanadischen Nationalmannschaft die Goldmedaille.   

## Karriere
Irving Taylor begann seine Karriere als Eishockeyspieler bei den Ottawa Junior Senators und Saint Malachys, für die er von 1936 bis 1938 aktiv war. Die Saison 1938/39 verbrachte er bei den Perth Blue Rings. Im Seniorenbereich spielte er in der Saison 1940/41 für die Toronto RCAF. Während des Zweiten Weltkriegs diente er in der Royal Canadian Air Force und erreichte den Rang eines Corporal. Die Saison 1944/45 verbrachte er beim Ottawa #17 Equipment Depot, ehe er 1945 für die Ottawa RCAF und die Arnprior Rams auf dem Eis stand. Nach einjähriger Pause vom Eishockey kehrte er 1946 zu den RCAF Flyers nach Ottawa zurück. Mit der Mannschaft repräsentierte er 1948 Kanada bei den Olympischen Winterspielen. Zudem kam er in der Saison 1946/47 in einigen Spielen für die Renfrew Lions aus der Upper Ottawa Valley Hockey League zum Einsatz. 

### International
Für Kanada nahm Taylor an den Olympischen Winterspielen 1948 in St. Moritz teil, bei denen er mit seiner Mannschaft die Goldmedaille gewann. Als Spielertrainer absolvierte er im Turnierverlauf nur ein Spiel.

## Erfolge und Auszeichnungen
- 1948 Goldmedaille bei den Olympischen Winterspielen